# Vladimír Jůzek
Vladimír Jůzek (17. února 1924 Vodňany – 19. března 1980 Soběslav) byl český houslista, klavírista a hudební skladatel.

## Životopis
Narodil se 17. února 1924 ve Vodňanech. V roce 1947 absolvoval houslové oddělení u hudebního skladatele Jindřicha Felda na pražské konzervatoři. Poté se začal vzdělávat na hudební škole v Táboře. Školu úspěšně složil v roce 1953.
Ve stejném roce se stal houslistou orchestru Národního divadla v Praze. V roce 1957 si zahrál postavu lovce v opeře Král a uhlíř. V divadle zůstal do roku 1960. Následně se stal učitelem hudby v lidové škole ve Vršovicích. I nadále psal písně, orchestrální a komorní skladby.
Zemřel 19. března 1980 v jihočeské Soběslavi. Bylo mu 55 let.

## Publikace
- Malá komorní hudba pro dvoje housle (1955) společně s Josefem Chuchrou
- Vánoční koledy (1963) společně s Iljou Hurníkem
- Prosté motivy (1968)[5]